# 张志南
张志南（1960年10月—），男，福建龙岩人，中华人民共和国政治人物、作家，筆名藍智。1981年7月参加工作，中央党校函授学院本科班经济管理专业毕业，中央党校大学学历。

## 生平
张志南1978年5月加入中国共产党。早年毕业于龙岩师范专科学校中文系，毕业后分配到中共龙岩市委工作，历任组织部副科长，宣传部部长。1988年底，下调到龙岩市下辖的上杭县工作，历任中共上杭县委副书记、代县长、县长、县委书记。1995年4月，任龙岩地委委员、宣传部长。1997年4月，任共青团福建省委副书记，同年10月出任书记。1998年9月，出任中共三明市委常委、常务副市长。2002年6月，担任福建省人民政府副秘书长。2005年7月，转任福建省发展和改革委员会主任。2008年1月在福建省第十一届人民代表大会第一次会议上当选副省长，2010年5月不再担任省发改委主任，2011年11月升任中共福建省委常委。2013年2月，任福建省常务副省长，负责省政府常务工作，负责发展改革与重点建设、工业与信息、国资、环境保护、交通、海洋与渔业、统计、金融、省政府发展研究等工作。

### 违纪调查
据2021年1月中国中央电视台播出的纪录片《正风反腐就在身边》介绍，时任福建省应对新冠疫情工作领导小组副组长的张志南频繁擅离岗位，办理个人私事，心思没有放在抗疫上，工作中走过场、搞形式，致使重大决策部署在落实上出现“中断层”。2020年3月7日，福建省泉州市欣佳酒店发生倒塌事故。此前张志南到泉州市检查疫情防控工作，但他并没有开展工作，只是走马观花式检查，也没有去防疫隔离点考察。
2020年4月12日，张志南因涉嫌严重违纪违法，接受中央纪委国家监委纪律审查和监察调查。9月30日，遭到开除党籍、开除公职处分，其“双开”通报中首次出现了“在新冠肺炎疫情大考关头贯彻落实党中央重大决策部署不力，敷衍应付、作风漂浮，搞形式主义”的表述。10月19日，因涉嫌受贿罪、滥用职权罪，被最高人民检察院批准逮捕。12月4日，张志南涉嫌受贿、滥用职权一案，由国家监察委员会调查终结，经最高人民检察院指定，由江西省南昌市人民检察院审查起诉。
2021年5月20日，江西省南昌市中级人民法院一审公开开庭审理了中共福建省委原常委、福建省人民政府原副省长张志南受贿、滥用职权一案。公诉机关指控，张志南利用职务之便，为他人提供便利，非法收受他人机遇的财物共计折合人民币3432.8758万元，在其负责审批的相关项目中徇私舞弊，滥用职权，造成财政资金损失共计人民币1.48644772亿元。张志南当庭认罪悔罪。法庭没有当庭宣判。
2022年3月22日，江西省南昌市中级人民法院一审公开宣判，以受贿罪判处张志南有期徒刑十二年，并处罚金人民币三百万元，以滥用职权罪判处有期徒刑五年，决定执行有期徒刑十四年，并处罚金人民币三百万元；对张志南受贿所得财物及其孳息依法予以追缴，上缴国库。

## 著作

### 藍智名義
歷史報告
- 《农民知己邓子恢》[3]（與鐘兆雲[17]合作）

随笔集
- 《那路那人》[3]
- 《就恋这把土》[3]
- 《激情与理性》[3]